# Bernadette Bourzai
Bernadette Bourzai (ur. 28 maja 1945 w Tulle) – francuska polityk, była eurodeputowana, senator.

## Życiorys
Ukończyła studia z zakresu geografii na Uniwersytecie w Clermont-Ferrand. Przez 25 lat pracowała jako nauczyciel w szkołach średnich. Zaangażowała się w działalność Partii Socjalistycznej, od 1989 do 2004 była członkiem jej rady krajowej. Pełniła funkcję radnej miasta Égletons (1983–2001), następnie mera tej miejscowości (2001–2004). Była radną regionu Limousin (1986–2001, od 1992 jako wiceprzewodnicząca), od 1994 zasiada w radzie departamentu Corrèze.
Trzykrotnie bez powodzenia kandydowała do Zgromadzenia Narodowego, przegrywając z kandydatami centroprawicy (m.in. w 1993 pokonał ją późniejszy prezydent Jacques Chirac). W wyborach w 2004 uzyskała mandat posła do Parlamentu Europejskiego. Zasiadała w grupie Partii Europejskich Socjalistów. Do 2007 była członkiem Komisji Rozwoju Regionalnego, następnie przez rok wiceprzewodniczącą Komisji Rolnictwa i Rozwoju Wsi.
Zrezygnowała z mandatu europosła w związku z wybraniem jej w dniu 21 września 2008 do francuskiego Senatu, w którym zasiadała do 2014.